# São Bartolomeu de Messines
São Bartolomeu de Messines es una freguesia portuguesa del concelho de Silves, con 246,41 km² de superficie y 8.491 habitantes (2001). Su densidad de población es de 34,5 hab/km².